# Szymon (Kryłow-Płatonow)
Szymon, imię świeckie Sawwa Kryłow-Płatonow (ur. 20 listopada?/1 grudnia 1777 w Karpowie, zm. 15 maja?/27 maja 1824 w Jarosławiu) – rosyjski biskup prawosławny.

## Życiorys
Był synem kapłana prawosławnego. Ukończył seminarium duchowne przy Ławrze Troicko-Siergijewskiej, jak również wyższe studia na uniwersytecie w Moskwie. Od 1798 był wykładowcą języka francuskiego w seminarium, którego był absolwentem. Następnie (od 1800 do 1801) wykładał w seminarium poezję oraz (od 1801 do 1803) retorykę. 16 lutego 1803 złożył wieczyste śluby mnisze i od lutego do listopada był przełożonym Ławry Troicko-Siergijewskiej, następnie zaś przez siedem lat – podległego ławrze Skitu Wifańskiego.
Od 1810 był przełożonym Monasteru Zaikonospasskiego i rektorem Słowiańsko-Grecko-Łacińskiej Akademii w Moskwie, przekształconej w 1814 w Moskiewską Akademię Teologią. Szymon (Kryłow-Płatonow) pozostał jej rektorem, został jednak przeniesiony jako przełożony do monastyru Dońskiego.
27 lutego 1816 miała miejsce jego chirotonia na biskupa tulskiego i bielowskiego. Po dwóch latach przeniesiony na katedrę czernihowską i nieżyńską, w 1819 otrzymał godność arcybiskupa. Od 1820 do 1821 kierował eparchią twerską. Następnie przeniesiono go do eparchii jarosławskiej i rostowskiej, którą zarządzał do swojej śmierci w 1824.